# Brad Anderson (réalisateur)
Pour les articles homonymes, voir Brad Anderson (homonymie) et Anderson.
 (mai 2017).
Si vous disposez d'ouvrages ou d'articles de référence ou si vous connaissez des sites web de qualité traitant du thème abordé ici, merci de compléter l'article en donnant les références utiles à sa vérifiabilité et en les liant à la section « Notes et références ».
Brad Anderson est un réalisateur né en 1964 à Madison (Connecticut) aux États-Unis. Il est également scénariste et monteur (notamment pour certains de ses films).

## Biographie
Brad Anderson est passionné depuis son enfance par le cinéma où il tournait déjà des courts métrages en Super-8. Il fait d'abord ses études au Bowdoin College puis il part à Londres et entre à la London's International Film School.
Après sa formation il revient aux États-Unis et travaille pour la PBS sur des documentaires. Une fois installé à Boston, il monte avec des amis réalisateurs de la même ville, le Boston Film Collective.
Il réalise ensuite un moyen métrage qui est un hommage à Ed Wood : Frankenstein's Planet of Monsters !
Son premier long métrage The Darien Gap où il sera également metteur en scène, monteur et scénariste sort en 1996. Le film sera remarqué dans les festivals et notamment le Festival du film de Sundance 1996 (festival repris depuis les années 1990 par Robert Redford).
Cela lui permet de réaliser son deuxième film, Et plus si affinités, et d'y diriger Philip Seymour Hoffman. Il obtiendra le grand prix et celui du public au festival de Deauville en 1998.
En 1999 il réalise Happy Accidents une comédie romantique teintée de science fiction, puis en 2001 Session 9, un thriller horrifique méconnu du grand public. 
Il se tourne alors vers la série télévisée et participe à la réalisation de quelques épisodes de différentes séries dont The Shield.
En 2005 il sort The Machinist où Christian Bale interprète un insomniaque anorexique et paranoïaque. Un film proche du cinéma de David Lynch dont Brad Anderson revendique l'influence. Ce film est produit en Espagne, Hollywood refusant de le faire. Brad Anderson aura alors déclaré :
« En Europe, le cinéma est encore une affaire de création, à la différence des États-Unis où la prise de risque ou le parti pris artistique ne signifient plus grand-chose -il faut d'abord nourrir l'industrie. Je crois que, par tradition, les Européens sont plus réceptifs à la nuance, à des récits qui sortent un peu de la norme basique tant dans leur traitement que dans leur contenu. » 

## Filmographie

### Réalisateur

#### Cinéma
- 1995 : Frankenstein's Planet of Monsters!
- 1996 : The Darien Gap
- 1999 : Et plus si affinités (Next Stop Wonderland)
- 2001 : Session 9
- 2001 : Happy Accidents
- 2005 : The Machinist
- 2008 : Transsibérien
- 2010 : L'Empire des Ombres (Vanishing on 7th Street)
- 2013 : The Call
- 2014 : Hysteria (Stonehearst Asylum)
- 2018 : Opération Beyrouth (Beirut)
- 2019 : La Fracture (Fractured)
- 2022 : Blood
- 2024 : The Silent Hour
- 2025 : World-Breaker

#### Télévision

##### Séries télévisées
- 1998 : Homicide (saison 7, épisode 11)
- 2002-2006 : Sur écoute (The Wire) (saison 1, épisode 10 et saison 4, épisode 11)
- 2003 : The Shield (saison 2, épisode 11)
- 2005 : Surface (saison 1, épisode 13)
- 2006 : Les Maîtres de l'horreur (saison 2, épisode 04)
- 2008 : Fear Itself (épisode 2)
- 2009-2011 : Fringe (toutes saisons confondues épisodes 7, 13, 16, 20, 22, 37, 46, 51, 56, 59, 67 et 71)
- 2010 : Undercovers (saison 1, épisode 7)
- 2010 : Treme (saison 1, épisode 6)
- 2010 : Rubicon (saison 1, épisode 11)
- 2010–2011 : Boardwalk Empire (saison 1, épisode 9 et saison 2, épisode 9)
- 2011–2012 : The Killing (saison 1, épisode 13 et saison 2, épisode 3)
- 2011 : Person of Interest (saison 1, épisode 12)
- 2012 : Alcatraz (saison 1, épisode 4)
- 2013 : Almost Human (saison 1, épisode pilote)
- 2014 : Forever (saison 1, épisodes pilote, 8 et 22)
- 2015 : Zoo (saison 1, épisode pilote)
- 2015 : Hand of God (saison 1, épisode 10)
- 2015 : Le Maître du Haut Château (The Man in the High Castle) (saison 1, épisode 7)
- 2016 : Frequency (saison 1, épisode pilote)
- 2017 : The Brave (saison 1, épisode pilote)
- 2017-2018 : The Sinner (saison 1, épisode 4, et saison 2, épisode 6)
- 2018 : Titans (saison 1, épisodes 1 et 2)
- 2019 : Treadstone (saison 1, épisodes 4 et 5)
- 2020 : Lincoln Rhyme : à la poursuite du Bone Collector (Lincoln Rhyme : Hunt for the Bone Collector) (saison 1, épisode 7)
- 2021 : Débris (Debris) (saison 1, épisodes 1 et 12)
- 2021 : Clickbait (mini-série) (épisodes 1 et 3)
- 2022 : Peacemaker (saison 1, épisode 7)
- 2022 : Devil in Ohio (mini-série) (épisodes 3 et 4)
- 2023 : Invasion (saison 2, épisodes 4, 6 et 7)

##### Téléfilms
- 2012 : Midnight Sun
- 2016 : Home
- 2018 : Suspicion

### Scénariste
- 1999 : The Darien Gap
- 1999 : Et plus si affinités
- 2001 : Happy Accidents
- 2001 : Session 9
- 2006 : Les Maîtres de l'horreur (Saison 2, épisode 4)
- 2008 : Transsibérien

### Monteur
- 2001 : Happy Accidents
- 2001 : Session 9